# Волт (партия в България)
„Волт България“ е политическа партия в България, част от паневропейското движение ,,Волт Европа'', което се стреми към нов и всеобхватен начин за водене на европейска политика и постигане на промени в живота на европейските граждани.
Партията е основана на 19 май 2018 г. от Настимир Ананиев, който преди това е заместник-председател на партията Движение „България на гражданите“. Към 2024 г. нейни съпредседатели са Венцислава Любенова и Симеон Трулев.

## Участие на избори

### Избори за Европейски парламент

#### 2019 г.
Целта на партията за европейските избори през 2019 г. е да издигнат свои кандидати в поне 7 държави и да учредят своя Европейска транснационална група от една партия в рамките на Европарламента. С решение на ЦИК партията има регистрирана листа с 16 кандидати.
„Волт“ участва на изборите за членове на Европейски парламент в България, Белгия, Германия, Испания, Люксембург, Холандия, Швеция.
В крайна сметка партията събира 3500 гласа (0,18%) и не получава нито едно място от България.

### Парламентарни избори

#### април 2021 г.
На парламентарните избори през април 2021 г. „Волт“ е част от коалицията „Изправи се! Мутри вън!“, която печели 150 940 гласа (4,65%) и получава 14 места в Народното събрание, от които обаче партия „Волт“ не получава нито едно.

#### юли 2021 г.
На парламентарните избори през юли 2021 г. „Волт“ е отново част от коалицията „Изправи се! Мутри вън!“, която печели 136 885 гласа (4,95%) и получава 13 места в Народното събрание, от които обаче партия „Волт“ отново не получава нито едно.

#### ноември 2021 г.
На парламентарните избори през ноември 2021 г. „Волт“ участва в коалиция „Продължаваме промяната“, в която участват едноименната партия и „Средна европейска класа“.